# NGC 4443
NGC 4443 (NGC 4461) é uma galáxia espiral barrada (SB0-a) localizada na direcção da constelação de Virgo. Possui uma declinação de +13° 11' 04" e uma ascensão recta de 12 horas, 29 minutos e 02,9 segundos.
A galáxia NGC 4443 foi descoberta em 12 de Abril de 1784 por William Herschel.